# Pierre Neubert
Pour les articles homonymes, voir Neubert.
Pierre Neubert est un footballeur français né le 21 avril 1952 à Toulon (Var).

## Biographie
Ce joueur formé à Hyères, joue tout d'abord au poste de milieu de terrain à Valenciennes. 
Puis il évolue six ans comme stoppeur à Nancy avec Michel Platini et remporte la Coupe de France en 1978.
En janvier 2002, il est diplômé du DEF (Diplôme d'entraîneur de football). 
En 2009, Pierre Neubert habite à Marly où il tient un restaurant avec sa compagne. Il effectue parallèlement une carrière d'entraîneur dans des clubs amateurs de la région et depuis 2008 en Belgique.

## Carrière de joueur
- avant 1969 :  Hyères Football Club
- 1969-1970 :  US Valenciennes Anzin       (2 matchs)
- 1970-1971 :  US Valenciennes Anzin       (4 matchs)
- 1971-1972 :  US Valenciennes Anzin       (14 matchs) ligue 2
- 1972-1973 :  US Valenciennes Anzin       (37 matchs et 1 but marqué)
- 1973-1974 :  US Valenciennes Anzin       (33 matchs et 4 buts marqués) ligue 2
- 1974-1975 :  US Valenciennes Anzin       (34 matchs et 2 buts marqués) ligue 2
- 1975-1976 :  US Valenciennes Anzin       (36 matchs et 4 buts marqués)
- 1976-1977 :  US Valenciennes Anzin       (35 matchs et 1 but marqué)
- 1977-1978 :  AS Nancy-Lorraine  (37 matchs)
- 1978-1979 :  AS Nancy-Lorraine  (36 matchs et 3 buts marqués)
- 1979-1980 :  AS Nancy-Lorraine  (37 matchs et 3 buts marqués)
- 1980-1981 :  AS Nancy-Lorraine  (37 matchs)
- 1981-1982 :  AS Nancy-Lorraine  (38 matchs et 2 buts marqués)
- 1982-1983 :  AS Nancy-Lorraine  (37 matchs et 3 buts marqués)
- 1983-1984 :  SC Toulon                          (30 matchs et 3 buts marqués)
- 1984-1985 :  Hyères FC (Division 3)
- 1985-1986 :  Angoulême CFC  (Division 3)
- 1986-1989 :  FC Grenoble (Division 3)[2]

## Carrière d'entraîneur
- 12/1988-1989 : FC Grenoble
- US Marly
- Royal Francs Borains (Belgique)
- US Denain
- AS Raismes
- Royal Racing Club Péruwelz  (Belgique)
- KSK Renaix (Belgique) - (juillet 2010 - 16 septembre 2010)
- O.Onnaing (août 2011 - décembre 2012)
- Afc Escautpont (59) Entraîneur Seniors 2014 - 2015
- US Escaudain (59) Entraîneur U14 Ligue 2015-2016

## Palmarès
- International Junior, Militaire
- Champion du Championnat de France de football D2 1971-1972 avec l'US Valenciennes Anzin
- Vice-Champion du Championnat de France de football D2 1974-1975 avec l'US Valenciennes Anzin
- Quart de finaliste Coupe de France de football 1975-1976 avec l'US Valenciennes Anzin
- Vainqueur de la Coupe de France 1978 avec l'AS Nancy-Lorraine
- Éliminé en 8e de finale de Coupe d'Europe des vainqueurs de coupe de football 1978-1979 avec l'AS Nancy-Lorraine
- Finaliste Coupe de la ligue française de football 1982 avec l'AS Nancy-Lorraine
- Demi finaliste Coupe de France de football 1983-1984 avec le SC Toulon